# Tunnel de Sinard
Le tunnel de Sinard est un tunnel routier de France situé sur les communes de Sinard et de Monestier-de-Clermont en Isère. Il est traversé par l'autoroute A51 Nord (axe Grenoble-Marseille) et permet de passer du bassin versant du Drac au bassin de la Gresse. Il traverse la colline de Clermont et se prolonge à son extrémité sud par le viaduc de Monestier.

## Caractéristiques
Le tunnel du Sinard a été mis en service le 21 mars 2007. Sa longueur est de 995 mètres.
Le tunnel comporte deux tubes reliés entre eux par 4 liaisons espacées de 200 mètres : 
- la galerie ouest d'une longueur de 950 mètres, accueille la chaussée autoroutière réduite (2x1 voie) ;
- l’autre galerie, de longueur de 995 mètres, est vouée à l’entretien et aux secours ;
- Coût de l’ouvrage : 39 millions d’euros.